# Церква Казанської Божої Матері (Мар'їнка)
Церква Казанської ікони Божої Матері (Мар’їнка) — православний храм Української Православної Церкви, що розташовувався в центрі міста Мар’їнка Донецької області. Повністю зруйнований унаслідок бойових дій під час російсько-української війни.

## Історія
Перший храм на честь Казанської ікони Божої Матері в Мар’їнці було збудовано в середині XIX століття як дерев’яну споруду. Він був освячений у 1906 році. Проте в 1930 році, у період антирелігійних кампаній радянської влади, церкву було знищено вибухом.
Відродження храму відбулося вже після здобуття Україною незалежності. У 1990-х роках парафіяни Української Православної Церкви відбудували святиню на тому самому місці, де колись стояв історичний храм.

## Руйнування під час війни
З початком бойових дій на Донбасі в 2014 році храм тривалий час залишався неушкодженим. Лише у травні 2022 року церква вперше зазнала пошкоджень унаслідок обстрілу. У серпні 2024 року, згідно з повідомленнями інформаційно-просвітницького відділу УПЦ та відкритих джерел, храм Казанської ікони Божої Матері було фактично знищено. Відеоматеріали свідчать, що від будівлі залишилися лише руїни, а прилегла територія також зазнала значних ушкоджень.
Попри попередні надії громади на відновлення святині, подальші обстріли зробили це неможливим.

## Архітектура та значення
Відновлений у 1990-х роках храм був мурованим і мав традиційні риси православної культової архітектури. Церква відігравала важливу роль у духовному житті міста та була одним із символів відродження релігійного життя після радянського періоду.
На 2024 рік церква Казанської ікони Божої Матері є одним із численних прикладів втрат культової спадщини України внаслідок війни.